# Edgar Lederer
Edgar Lederer (geboren 5. Juni 1908 in Wien, Österreich-Ungarn; gestorben 19. Oktober 1988) war ein aus Österreich stammender französischer Biochemiker, bekannt für die Erforschung zahlreicher Naturstoffe und seine Rolle in der Entwicklung der Chromatographie.

## Leben
Lederer studierte Chemie in Wien, wo er 1930 promoviert wurde. Danach ging er an die Universität Heidelberg, wo er im Labor von Richard Kuhn war und seine spätere französische Frau Hélène Fréchet kennenlernte, und war dann, da er als Jude keine Zukunftsaussichten in Deutschland hatte, ab 1933 in Paris, einige Zeit in Leningrad und dann wieder in Paris. 1938 wurde er französischer Staatsbürger. Während der deutschen Besatzung im Zweiten Weltkrieg war er in Lyon am Labor von Claude Fromageot (1899–1958). Nach dem Krieg war er ab 1947 wieder in Paris, wo er zunächst Maitre de Recherche und dann Directeur de Recherche des CNRS war.
1958 wurde er Professor für Biochemie an der Sorbonne, an der er 1963 in Orsay ein neues Institut für Biochemie aufbaute und leitete, an dem er bis zu seiner Emeritierung 1978 blieb. Gleichzeitig leitete er seit 1960 das Institut de Chimie des Substances Naturelles (ICSN) in Gif-sur-Yvette bei Paris.
1931 verbesserte er bei Richard Kuhn die Adsorptions-Chromatographie und ermöglichte so präparative Isolierungen von Einzelkomponenten durch Säulenchromatographie.
Die Chromatographie selbst war schon vorher entwickelt worden durch den russischen Botaniker Michael Tswett (1906, dargestellt in einem Buch 1910), Leroy Sheldon Palmer (dessen Buch von 1922 Lederer studierte), Charles Dhéré und anderen, war aber bis 1931 wenig beachtet worden. Nach der entscheidenden Verbesserung durch Kuhn und Lederer 1931 wurde die Chromatographie zu einem wesentlichen Werkzeug insbesondere in der Biochemie. Sie verbesserten das ursprüngliche Papierchromatografie-Verfahren, so dass es auch auf hydrophile und farblose Substanzen anwendbar war. Lederer wandte die Chromatografie auf die Isolierung zahlreicher Naturstoffe an wie z. B. auf Karotinoide wie Astracen aus Hummerschalen, Vitamin A2, Lipide und Peptide von Mikroben, Pheromone von Bienen. Er befasste sich auch mit der Analyse von Parfüms. Ein weiterer Forschungsschwerpunkt war die Mikrobiologie. Er identifizierte für die Immunabwehr wichtige Proteine in Bakterienwänden und befasste sich mit dem Erreger der Tuberkulose.
1951 erhielt er den Ernest Guenther Award, 1974 die Goldmedaille der CNRS und 1982 wurde er in die Académie des sciences gewählt. 1964 hielt er die Paul-Karrer-Vorlesung. 1982 erhielt er die Robert-Koch-Medaille. Er war auch Mitglied der Österreichischen Akademie der Wissenschaften. 1976 erhielt er die M. S. Tswett Chromatography Medal mit V. Pretorius, A. T. James, G. Guiochon, M. J. E. Golay. Seit 1961 war er Mitglied der Leopoldina.
Lederer hatte mit seiner Frau Hélène Fréchet sieben Kinder.

## Schriften
- Edgar Lederer Itinéraire d'un biochimiste français, éditions Publibook, 2007